# Скляровка (Сумский район)
Скляровка (укр. Склярівка) — село,
Севериновский сельский совет,
Сумский район,
Сумская область,
Украина.
Код КОАТУУ — 5924786910. Население по переписи 2001 года составляло 277 человек.

## Географическое положение
Село Скляровка находится на расстоянии до 1 км от сёл Софиевка, Постольное и Соколиное.
По селу протекает пересыхающий ручей с запрудой.
Рядом проходит автомобильная дорога Р-44.

## Экономика
- Молочно-товарная ферма.

## Объекты социальной сферы
- Клуб.